# Scellus monstrosus
Scellus monstrosus är en tvåvingeart som beskrevs av Osten Sacken 1877. Scellus monstrosus ingår i släktet Scellus och familjen styltflugor. Inga underarter finns listade i Catalogue of Life.